# Fozières
Fozières település Franciaországban, Hérault megyében. Lakosainak száma 193 fő (2022. január 1.). Fozières Lodève, Saint-Étienne-de-Gourgas, Saint-Privat, Soubès és Soumont községekkel határos.

## Népesség
A település népességének változása:
| Lakosok száma | 65   | 119  | 137  | 157  | 177  | 169  | 167  | 180  | 186  | 193  |
|               | 1968 | 1982 | 1990 | 2006 | 2013 | 2015 | 2017 | 2019 | 2020 | 2022 |